# Joana de Borgonya i de França
Joana de Borgonya «la Boiteuse» (1293 - París, 1348) fou infanta del Ducat de Borgonya i reina consort de França (1328-1348). Filla del duc Robert II de Borgonya i la princesa Agnès de França. Per línia paterna era neta d'Hug IV de Borgonya i Violant de Dreux, i per línia materna de Lluís IX de França i Margarida de Provença. Fou germana dels ducs Hug V de Borgonya i Eudes IV de Borgonya, així com Margarida de Borgonya, esposa del rei Lluís X de França. El juliol de l'any 1313 es va casar amb el príncep Felip I de Valois, i futur rei de França amb el nom de «Felip VI l'Afortunat». D'aquesta unió nasqueren:
- la princesa Felipa de França (1315)
- el príncep Joan II de França (1319-1364), rei de França
- la princesa Maria de França (1326-1333)
- el príncep Lluís de França (1328)
- el príncep Lluís de França (1330)
- el príncep Joan de França (1333)
- el príncep Felip d'Orleans (1336-1375), duc de Valois i duc d'Orleans, casat el 1344 amb Blanca de França
- la princesa Joana de França (1337)

Durant la Guerra dels Cent Anys fou nomenada lloctinent del Reialme per l'absència constant, des de 1338, del seu marit a la corona atenent les obligacions reials al camp de batalla. Per aquesta labor Joana de Borgonya adquirí una reputació de malvada. Joana de Borgonya morí el 12 de setembre de 1349 a París a conseqüència de l'epidèmia de pesta negra que afectà el Regne de França.